# Historische Wurstkuchl
Historische Wurstkuchl (lett. "cucina storica delle salsicce") è uno storico ristorante di Ratisbona, in Baviera, in Germania.

## Storia
Historische Wurstkuchl risale al XII secolo e risulta essere uno dei più antichi ristoranti al mondo. Tra il 1135 e il 1146, prima della sua inaugurazione, il ristorante era la sede degli uffici e la mensa degli addetti ai lavori al ponte sul vicino Danubio. I primi clienti dell'esercizio erano soprattutto marinai e operai che lavoravano al duomo di Ratisbona, costruito tra gli anni 1280 e gli anni 1520. L'attuale Historische Wurstkuchl risale al XVII secolo e ha forma e dimensioni simili a quelle della struttura precedente. Nel 1806 la famiglia Schricker acquistò il ristorante dalle autorità statali di Ratisbona.